# Verter
Verter ist eine Farsa in einem Akt und möglicherweise die erste Oper des bayerischen Komponisten Johann Simon Mayr. Die Musik wird auch Vincenzo Pucitta zugeschrieben. Das Libretto verfasste Simeone Antonio Sografi, basierend auf Goethes Die Leiden des jungen Werthers in einer Übersetzung in das Italienische von Thomas de Bassus.

## Handlung
Im Gegensatz zur Vorlage Goethes hat diese Farse keinen tragischen Schluss. Carlotta ist mit Alberto verheiratet, und die beiden haben zwei Kinder. Alberto ist häufig geschäftlich unterwegs. Sowohl der junge Maler Verter als auch der Hauslehrer Giorgio verlieben sich in Carlotta. Giorgio intrigiert gegen Verter, fliegt jedoch auf und muss das Haus verlassen.

## Werkgeschichte
Thomas de Bassus, auf dessen Gut Schloss Sandersdorf sich der junge Mayr öfters aufhielt, war ein Gönner des Komponisten und führte Mayr in die Welt des Illuminaten-Ordens ein, zu dem auch Goethe gehörte. Die Verfolgung des Ordens zwang Mayr zur Flucht in die Schweiz und später von dort nach Italien, wo er sich der Musik widmete.
1994 entdeckten zwei italienische Musikforscher das Manuskript mit dem Vermerk „von Giovanni Simone Mayr“ im Archiv eines Mailänder Konservatoriums. Es entstand vermutlich zwischen 1794 und 1797, da Mayr zu dieser Zeit in Venedig mit Sografi zusammenarbeitete. Aus dem Jahr 1802 ist das nahezu identische Libretto einer venezianischen Aufführung eines Verter erhalten, der Vincenzo Pucitta (Musik) und Domenico Camagna (Libretto) zugeschrieben wird. Dessen Musik ist jedoch verschollen, und es kann nicht mehr festgestellt werden, ob es sich um dasselbe Werk handelt.
Verter wurde 2001 beim Belcanto-Festival Rossini in Wildbad aufgeführt und auf CD veröffentlicht.

## Diskografie
- Juli 2001 (live vom Festival Rossini in Wildbad): Paul Terracini (Dirigent), Jochen Schönleber (Inszenierung), Czech Chamber Soloists Brno, Czech Chamber Chorus. Anna Rita Gemmabella (Carlotta), Anke Hermann (Paolina), Davide Cicchetti (Verter), Pavol Breslik (Alberto), Luca Salsi (Giorgio), Gioacchino Zarrelli (Ambrogio). Bongiovanni GB 2343-2 (1 CD).[3]